# Георги Хаджигецов
Георги Атанасов Хаджигецов е български политик от БРСДП.

## Биография
Роден е на 24 октомври 1881 г. в разградското село Хюсенче. През 1908 г. завършва право в Софийският университет. Член е на БРСДП. В периода 1927 – 1946 г. практикува като адвокат. Подпредседател е на VI велико народно събрание. Пенсионира се през 1950 г.